# Lîsanivți, Stara Sîneava
Lîsanivți (în ucraineană Лисанівці) este localitatea de reședință a comunei Lîsanivți din raionul Stara Sîneava, regiunea Hmelnîțkîi, Ucraina.

## Demografie
Componența lingvistică a localității Lîsanivți
     Ucraineană (99,25%)
     Alte limbi (0,75%)
Conform recensământului din 2001, majoritatea populației localității Lîsanivți era vorbitoare de ucraineană (99,25%), existând în minoritate și vorbitori de alte limbi.